# Jornada Mundial da Juventude de 1987
A II Jornada Mundial da Juventude (ou apenas JMJ 1987) foi um encontro da juventude católica realizado em Buenos Aires, na Argentina, em 11 e 12 de abril de 1987.
O evento reuniu 1 000 000 de jovens, vindos de diversos países.